# Kaiserreich Haiti (1849–1859)
Kaiserreich Haiti (französisch Empire d’Haïti, Haitianisch-Kreolisch Anpi an Ayiti) war der Name des haitianischen Staates während seiner Konstitution als Monarchie von 1849 bis 1859.
Das Kaiserreich wurde vom damaligen Präsidenten, dem ehemaligen Generalleutnant und Oberkommandierenden der Präsidentengarde unter Präsident Jean-Baptiste Riché, Faustin Soulouque, ins Leben gerufen, der sich, inspiriert von Napoleon Bonaparte, am 26. August 1849 als Faustin I. zum Kaiser von Haiti ernannte. Seine Krönung fand in der Kathedrale Notre-Dame de l'Assomption in Port-au-Prince statt. Seine Herrschaft war geprägt von einer autoritären kaiserlichen Herrschaft sowie von mehreren Kriegen, die gegen die benachbarte Dominikanische Republik geführt wurden, um diese zurückzuerobern.
Eine von General Fabre Geffrard angeführte Verschwörung führte zu einer Revolution, die Faustin I. 1859 zur Abdankung zwang.

## Hintergrund

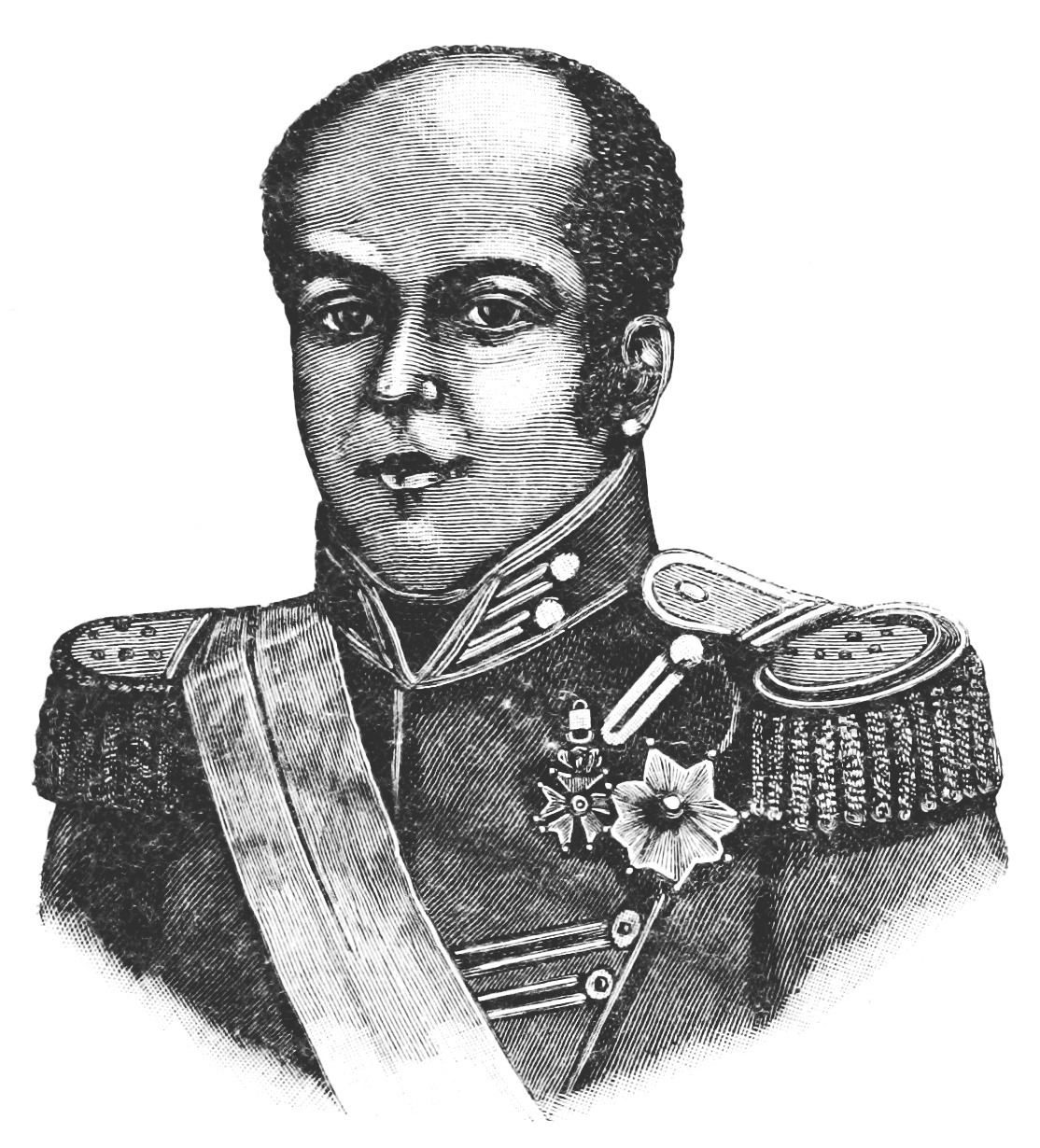
Faustin Soulouque

Am 1. März 1847 wurde General Faustin Soulouque vom Senat zum Präsidenten der Republik Haiti gewählt und trat die Nachfolge von Jean-Baptiste Riché an, der im Amt verstorben war. Faustin Soulouque galt als zurückhaltend und formbar. Er wurde dazu bewegt, die ihm angebotene Rolle zu übernehmen. Am 2. März 1847 legte er den Eid als Präsident ab.
Faustin behielt die Minister des früheren Präsidenten in ihren Ämtern und setzte das Programm seines Vorgängers fort. Es dauerte jedoch nicht lange, bis er sich zum absoluten Herrscher über den haitianischen Staat machte. Er organisierte eine Privatmiliz und ließ alle, die sich ihm widersetzten, insbesondere Mulatten, verhaften und massakrieren.
Am 26. August 1849 ließ er sich vom Senat zum Kaiser von Haiti proklamieren. Die Tatsache, dass Soulouque offen Anhänger des afrikanischen Voodoo war, trug zu seinem Ruf als gewalttätiger Mann bei.

## Kaiserreich

### Krönung des Monarchen

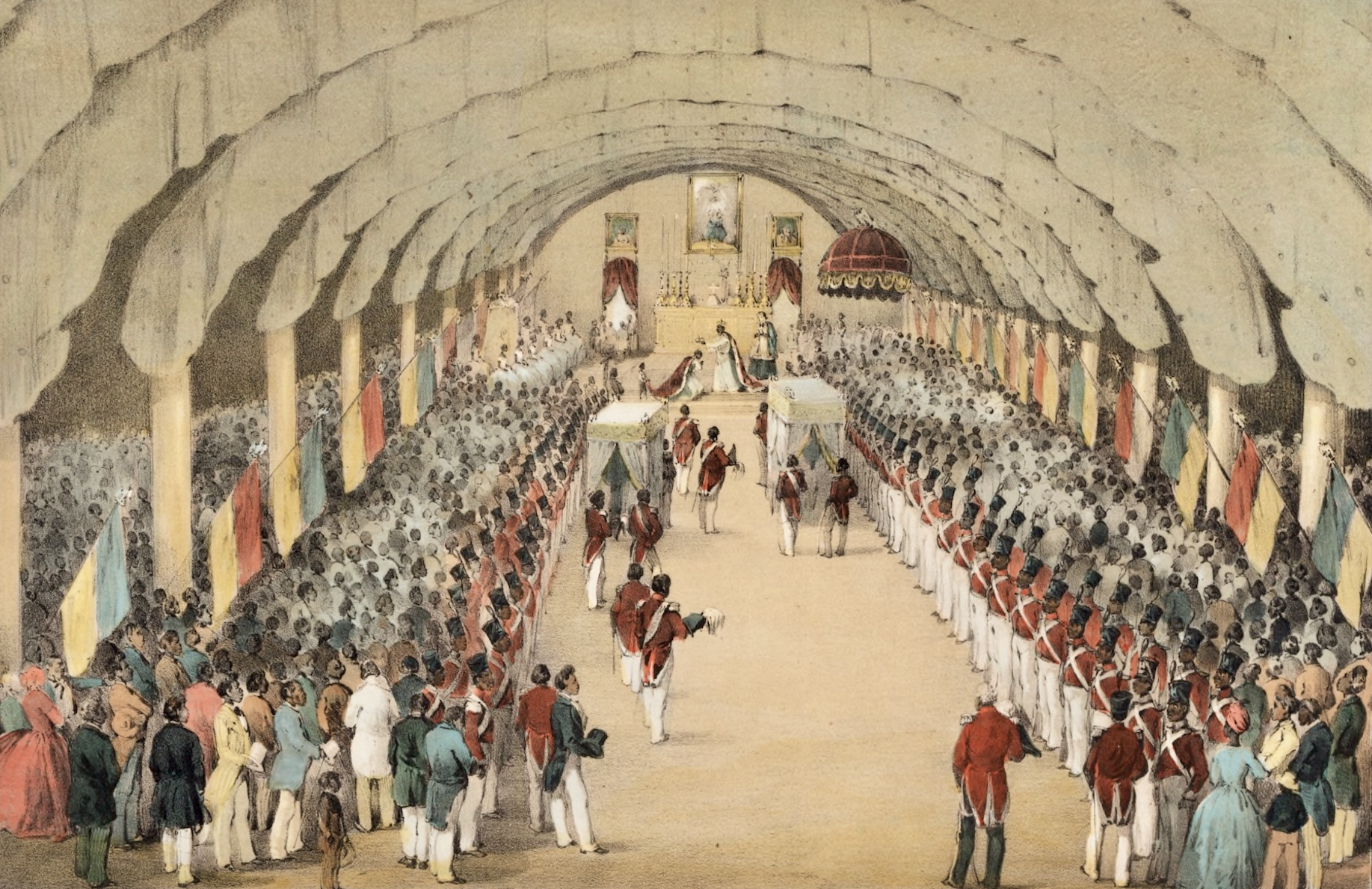
Krönung von Kaiser Faustin I. 1852

Die Krönung fand am 18. April 1852 mit einem für die Finanzen des Landes ruinösen Prunk statt. Faustin zahlte 2000 britische Pfund für seine Krone und 30000 Pfund für alle weiteren Kosten.
In einem zeitgenössischen Bericht heißt es: „Seine kaiserliche Majestät ließ eines Morgens den wichtigsten Händler von Port-au-Prince rufen und befahl ihm, sofort in Paris ein Kostüm zu bestellen, das mit dem Kostüm für die Krönung Napoleons identisch war. Faustin I. bestellte übrigens für sich selbst eine Krone, eine für die Kaiserin, ein Zepter, einen Globus, eine Hand der Gerechtigkeit, einen Thron und alle anderen Requisiten, wie alle, die bei der Krönung Napoleons verwendet wurden“.
Am Ende seiner Krönungsrede rief Faustin aus: „Es lebe die Freiheit, es lebe die Liebe“.
Im Dezember 1849 hatte Faustin seine langjährige Lebensgefährtin Adélina Lévêque geheiratet, die mit ihm gekrönt wurde.
Die Kaiserkrone war seit den 1970er Jahren Ausstellungsstück des Musée du Panthéon national haïtien (MUPANAH), wurde dort jedoch durch Vandalismus beschädigt und ist seitdem unter Verschluss nicht mehr öffentlich anzuschauen.

### Politik

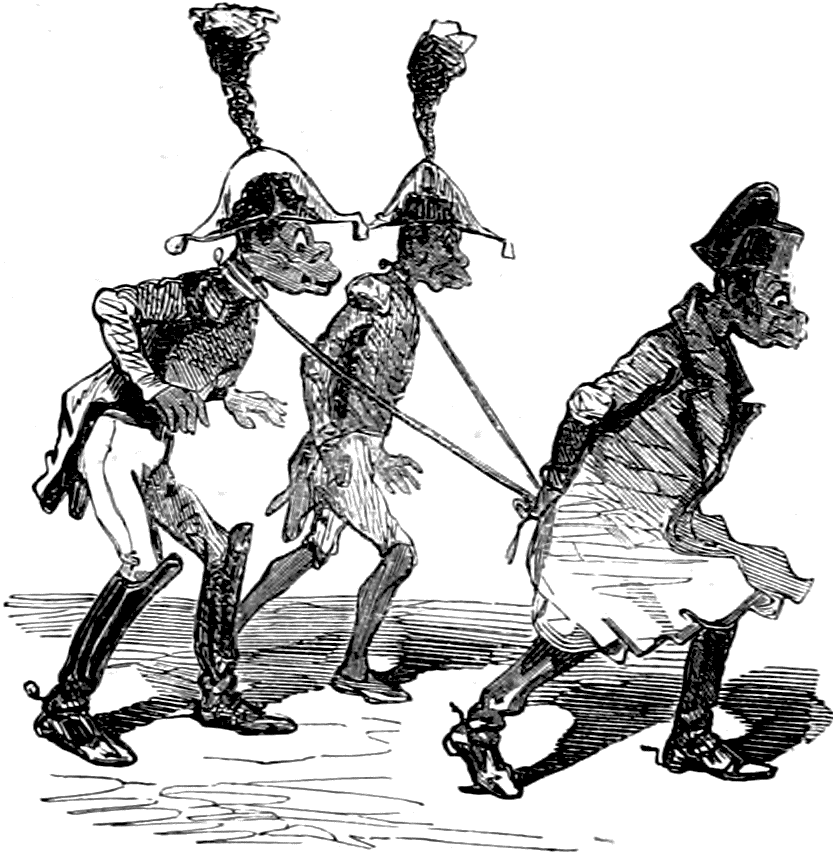
Karikatur in Le Charivari: „L’empereur Soulouque se promenant dans ses états, suivi de deux aides-de-camp attachés à sa personne“ (Kaiser Soulouque spaziert durch seine Staaten, gefolgt von zwei Adjutanten, die an seine Person gebunden sind)

Faustin I. regierte sein Kaiserreich, das dem Gebiet des heutigen Haiti entsprach, absolutistisch.
Um seine Legitimität und Macht zu untermauern, sorgte er für die Rückkehr der Kinder des ersten Kaisers, Jean-Jacques Dessalines, aus dem Exil und verlieh ihnen wieder die Titel „Prinz“ und „Prinzessin“. Der ehemaligen Kaiserin Marie-Claire Bonheur bot er eine Pension an.
Er ging gewaltsam gegen die Mulatten vor. In der von ihm selbst verfassten kaiserlichen Verfassung wurde das Kaisertum als erblich erklärt. Da der einzige Sohn des Kaisers 1849 starb, ging die Erbfolge auf Prinz Mainville-Joseph über, den Sohn von Großherzog Jean-Joseph, der wiederum ein Bruder des Kaisers war. Um Nachkommen für den Thron zu haben, arrangierte Faustin die Heirat seiner ältesten Tochter, Prinzessin Olive Soulouque, mit ihrem Cousin, Prinz Mainville-Joseph. Das Paar schenkte der Krone drei Kinder.
Die Außenpolitik des Kaisers konzentrierte sich darauf, eine ausländische Einmischung in die haitianische Politik und Souveränität zu verhindern. Die Unabhängigkeit der Dominikanischen Republik stellte seiner Meinung nach eine direkte Bedrohung für Haiti dar.
Schon im Jahr 1849 unternahm Faustin seine erste Invasion des Nachbarlands, die nach einer schweren militärischen Niederlage jedoch abgebrochen wurde. Eine zweite Invasion folgte 1850, bei der Haiti von Frankreich, dem Vereinigten Königreich und den Vereinigten Staaten politisch unterstützt wurde. Bei der dritten und letzten Invasion im Jahr 1855 rückte Faustin an der Spitze einer 30.000 Mann starken Armee in die Dominikanische Republik ein, musste sich aber erneut zurückziehen.

### Adel
Faustin I. setzte darauf, eine starke zentralisierte Regierung zu schaffen, die zwar einen zutiefst haitianischen Charakter behielt, sich aber an europäischen Traditionen orientierte, insbesondere am napoleonischen Kaiserreich.
Eine seiner ersten Amtshandlungen bestand darin, einen neuen Adel einzuführen.
Die Verfassung vom 20. September 1849 räumte dem Kaiser das Recht ein, Erbtitel zu schaffen und seinen Untertanen andere Ehrungen zu verleihen. Das Kaiserreich erhielt 59 Herzöge, 90 Grafen, 30 Ritter und 250 Barone.
Dieser neue Adel umfasste auch den alten Adel des Ersten Kaiserreichs und des Königreichs des Nordens.

## Fall des Kaiserreichs
1858 begann eine Revolution, die von General Fabre Geffrard, Herzog von Tabara und ehemaliger Getreuer des Kaisers, angeführt wurde.
Im Dezember 1858 besiegte Geffrard die kaiserliche Armee und übernahm die Kontrolle über den größten Teil des Landes. Am 22. Dezember in Gonaïves angekommen, rief er die Republik aus. Die Verfassung von 1846 wurde wieder in Kraft gesetzt.
Am 15. Januar 1859 wurde der kaiserliche Palast angegriffen und Faustin I. musste noch am selben Tag abdanken. Er ging mit seiner Familie am 22. Januar 1859 an Bord eines britischen Kriegsschiffs ins Exil.
General Geffrard ließ sich daraufhin zum Präsidenten der Republik wählen. Kurz darauf trafen Faustin Soulouque und seine Familie in Kingston, Jamaika, ein.
Nachdem die Regierung von Sylvain Salnave ihm die Rückkehr nach Haiti gestattet hatte, starb Faustin am 6. August 1867 in Petit-Goâve und wurde in Fort Soulouque beigesetzt.